# Hexapanopeus quinquedentatus
Hexapanopeus quinquedentatus is een krabbensoort uit de familie van de Panopeidae. De wetenschappelijke naam van de soort is voor het eerst geldig gepubliceerd in 1901 door Rathbun.